# 让-马克·瓦什隆
让-马克·瓦什隆（Jean-Marc Vacheron，1731年—1805年），瑞士制表师、瓦什隆·江诗丹顿（Vacheron Constantin）的创始人。因对哲学、科学和制表学有着共同兴趣，瓦什隆和法国启蒙运动代表人物卢梭、伏尔泰均是好朋友。

## 早年生活
让-马克·瓦什隆于1731年出生于瑞士日内瓦，是家里最小的儿子，父亲是让-雅克·瓦什隆（Jean-Jacques Vacheron）。

## 制表事业
1755年9月17日，24岁的让-马克·瓦什隆在日内瓦律师Maître Choisy的办公室里雇佣其首位学徒，成为江诗丹顿公司的起源。
让-马克·瓦什隆有5个子女，其中亚伯拉罕·瓦什隆（1760出生）于1785年继承了父亲的制表事业。1805年，让-马克·瓦什隆逝世。
1810年，让-马克·瓦什隆的孙子亚科斯-巴特雷米·瓦什隆（Jacques-Barthélemy Vacheron）接管家业，成为公司的掌舵，并于1819年接纳弗朗索瓦·江诗丹顿（François Constantin）成为合作伙伴，家族的公司正式改名为“瓦什隆&江诗丹顿（Vacheron & Constantin）”。